# Carrer de Vic (Sant Llorenç Savall)
El Carrer de Vic és un carrer del municipi de Sant Llorenç Savall (Vallès Occidental) protegit com a bé cultural d'interès local.

## Descripció
La situació del poble de Sant Llorenç Savall, que s'estengué sobre un turó vora el riu Ripoll, ha propiciat en gran manera, el tipisme dels seus carrers. Són cases construïdes sobre la mateixa roca, fent aquesta de fonament. Es conserven encara les antigues llindes de pedra de les obertures de les cases. Els trets del carrer de Vic es presenten també en d'altres del poble (carrer Barcelona, Calvari, etc.): l'estretor de les voreres, així com la del mateix carrer, els llindars de pedra, les petites cases d'estil rural.